# Peter Ducke
Peter Ducke (ur. 14 października 1941 w Bensen, obecnie Benešov nad Ploučnicí) – niemiecki piłkarz grający na pozycji napastnika. Jest bratem Rolanda Ducke, także byłego gracza FC Carl Zeiss Jena.

## Kariera klubowa
Ducke urodził się w mieście Bensen, obecnie zwanym Benešov nad Ploučnicí i leżącym w Czechach. Karierę piłkarską rozpoczął w klubie BSG Motor Schönebeck, podejmując w nim treningi w 1950 roku. W 1959 roku odszedł do SC Motor Jena i w jego barwach zadebiutował w sezonie 1960/1961 w rozgrywkach pierwszej ligi NRD. Od czasu debiutu był podstawowym zawodnikiem zespołu. W sezonie 1962/1963 osiągnął swoje pierwsze sukcesy w piłce klubowej. Z 19 golami na koncie został królem strzelców Oberligi, a drużyna SC Motor sięgnęła po tytuł mistrza Niemieckiej Republiki Demokratycznej. W 1965 i 1968 roku dochodził z klubem z Jeny do finału Pucharu NRD, jednak przegrywał on zarówno z SC Aufbau Magdeburg (1:2), jak i Unionem Berlin (1:2). Także w 1968 roku został po raz drugi mistrzem kraju, a w latach 1965, 1966 i 1969 – wicemistrzem. W 1970 roku doprowadził Carl Zeiss do kolejnego tytułu mistrzowskiego, a w 1971 do wicemistrzostwa. Z kolei sam został Piłkarzem Roku w NRD. Lata 1973-1975 to kolejne drugie miejsca Carl Zeiss z Ducke w składzie, a w 1972 i 1974 zdobył on też Puchar NRD (odpowiednio 2:1 i 3:1 z Dynamem Drezno w finale). Karierę piłkarską Ducke zakończył w 1977 roku, a w barwach FC Carl Zeiss Jena rozegrał 352 ligowe mecze i zdobył 153 gole, dzięki czemu zajmuje 4. miejsce na liście najlepszych strzelców ligi NRD wszech czasów.
| Sezon   | Klub               | Kraj | Rozgrywki | Mecze | Bramki |
| ------- | ------------------ | ---- | --------- | ----- | ------ |
| 1960/61 | SC Motor Jena      | NRD  | 1. liga   | 20    | 15     |
| 1961/62 | SC Motor Jena      | NRD  | 1. liga   | 31    | 19     |
| 1962/63 | SC Motor Jena      | NRD  | 1. liga   | 26    | 19     |
| 1963/64 | SC Motor Jena      | NRD  | 1. liga   | 24    | 13     |
| 1964/65 | SC Motor Jena      | NRD  | 1. liga   | 21    | 10     |
| 1965/66 | FC Carl Zeiss Jena | NRD  | 1. liga   | 13    | 5      |
| 1966/67 | FC Carl Zeiss Jena | NRD  | 1. liga   | 4     | 1      |
| 1967/68 | FC Carl Zeiss Jena | NRD  | 1. liga   | 22    | 7      |
| 1968/69 | FC Carl Zeiss Jena | NRD  | 1. liga   | 23    | 11     |
| 1969/70 | FC Carl Zeiss Jena | NRD  | 1. liga   | 24    | 8      |
| 1970/71 | FC Carl Zeiss Jena | NRD  | 1. liga   | 26    | 14     |
| 1971/72 | FC Carl Zeiss Jena | NRD  | 1. liga   | 24    | 8      |
| 1972/73 | FC Carl Zeiss Jena | NRD  | 1. liga   | 24    | 2      |
| 1973/74 | FC Carl Zeiss Jena | NRD  | 1. liga   | 20    | 9      |
| 1974/75 | FC Carl Zeiss Jena | NRD  | 1. liga   | 14    | 3      |
| 1975/76 | FC Carl Zeiss Jena | NRD  | 1. liga   | 20    | 3      |
| 1976/77 | FC Carl Zeiss Jena | NRD  | 1. liga   | 16    | 6      |

## Kariera reprezentacyjna
W reprezentacji NRD Ducke zadebiutował 30 października 1960 roku w wygranym 5:1 towarzyskim spotkaniu z Finlandią i w debiucie zdobył gola. W 1972 roku był członkiem olimpijskiej kadry NRD, która na Igrzyskach Olimpijskich w Monachium wywalczyła brązowy medal. W 1974 roku został powołany przez selekcjonera Georga Buschnera do kadry na Mistrzostwa Świata w RFN, jedyny mundial na którym uczestniczyła kadra NRD. Tam Ducke wystąpił w trzech meczach swojej drużyny: z Chile (1:1), z Holandią (0:2) i z Argentyną (1:1). Ostatni mecz w kadrze narodowej rozegrał w październiku 1975 przeciwko Francji (7:1). Łącznie rozegrał w niej 68 meczów i zdobył 15 goli.